# Slot Brunswick
Slot Brunswick is een kasteel in Martonvásár, Hongarije. Het ligt op 32 kilometer van de hoofdstad Boedapest in de laaglanden van het Buda-gebergte.
Het slot werd gebouwd in 1773-1775 in opdracht van graaf Anton van Brunswick. Het werd in 1885 herbouwd in een voor Hongarije onbekende Engelse neogotische stijl.
In het slot is tegenwoordig de Hongaarse Academie van Wetenschappen gevestigd. Het instituut is ook de beheerder van het museum. Het landbouwinstituut neemt een groot deel van het slot in beslag.
Daarnaast is er het muziek-wetenschappelijk instituut gevestigd met het Beethoven-herdenkingsmuseum. Dit is een museum met tuin en concertpodium op het eiland dat gewijd is aan Ludwig van Beethoven. De componist was bevriend met Frans Brunswick en was in elk geval in het jaar 1800 te gast op zijn slot. 

Slot Brunswick, 2011